# Giro di Danimarca 2022
Il Giro di Danimarca 2022, trentunesima edizione della corsa, valevole come ventiseiesima prova dell'UCI ProSeries 2022 categoria 2.Pro, si svolse in cinque tappe dal 16 al 20 agosto 2022 su un percorso totale di 767,3 km, con partenza da Allerød e arrivo a Vejle, in Danimarca. La vittoria fu appannaggio del francese Christophe Laporte, il quale completò il percorso in 17h01'20" precedendo lo statunitense Magnus Sheffield e il danese Mattias Skjelmose.

## Squadre e corridori partecipanti
| N.      | Cod. | Squadra                     |
| ------- | ---- | --------------------------- |
| 1-7     | QST  | Quick-Step Alpha Vinyl Team |
| 11-17   | TFS  | Trek-Segafredo              |
| 21-27   | TJV  | Jumbo-Visma                 |
| 31-37   | EFE  | EF Education-EasyPost       |
| 41-47   | IGD  | Ineos Grenadiers            |
| 51-57   | ISN  | Israel-Premier Tech         |
| 61-67   | DSM  | Team DSM                    |
| 71-77   | ADC  | Alpecin-Deceuninck          |
| 81-87   | HPM  | Human Powered Health        |
| 91-97   | UXT  | Uno-X Pro Cycling Team      |
| 101-107 | BCF  | Bardiani-CSF-Faizanè        |

| N.      | Cod. | Squadra                   |
| ------- | ---- | ------------------------- |
| 111-117 | BWB  | Bingoal Pauwels Sauces WB |
| 121-127 | SVB  | Sport Vlaanderen-Baloise  |
| 131-137 | TNN  | Team Novo Nordisk         |
| 141-147 | TCO  | Team Coop                 |
| 151-157 | MSP  | HRE Mazowsze Serce Polski |
| 161-167 | GSH  | Restaurant Suri-Carl Ras  |
| 171-177 | BPC  | BHS-PL Beton Bornholm     |
| 181-187 | TCQ  | Team ColoQuick            |
| 191-197 | RIW  | Riwal Cycling Team        |
| 201-207 | RIW  | Selezione danese          |

## Tappe
| Tappa  | Data      | Percorso          | km    | Vincitore di tappa | Leader cl. generale |
| ------ | --------- | ----------------- | ----- | ------------------ | ------------------- |
| 1ª     | 16 agosto | Allerød > Køge    | 222,6 | Olav Kooij         | Olav Kooij          |
| 2ª     | 17 agosto | Assens > Assens   | 12,2  | Magnus Sheffield   | Magnus Sheffield    |
| 3ª     | 18 agosto | Otterup > Herning | 239,3 | Olav Kooij         | Magnus Sheffield    |
| 4ª     | 19 agosto | Skive > Skive     | 167,3 | Jasper Philipsen   | Magnus Sheffield    |
| 5ª     | 20 agosto | Give > Vejle      | 125,9 | Christophe Laporte | Christophe Laporte  |
| Totale | Totale    | Totale            | 767,3 |                    |                     |

## Dettagli delle tappe

### 1ª tappa
- 16 agosto: Allerød > Køge – 222,6 km

Risultati
| Pos. | Corridore        | Squadra | Tempo    |
| ---- | ---------------- | ------- | -------- |
| 1    | Olav Kooij       | Jumbo   | 4h59'20" |
| 2    | Jasper Philipsen | Alpecin | s.t.     |
| 3    | Timothy Dupont   | Bingoal | s.t.     |

| Pos. | Corridore         | Squadra | Tempo    |
| ---- | ----------------- | ------- | -------- |
| 1    | Olav Kooij        | Jumbo   | 4h59'20" |
| 2    | Jasper Philipsen  | Alpecin | a 4"     |
| 3    | Sebastian Nielsen | R. Suri | s.t.     |

### 2ª tappa
- 17 agosto: Assens > Assens - Cronometro individuale – 12,2 km

Risultati
| Pos. | Corridore          | Squadra | Tempo  |
| ---- | ------------------ | ------- | ------ |
| 1    | Magnus Sheffield   | Ineos   | 13'35" |
| 2    | Mattias Skjelmose  | Trek    | a 3"   |
| 3    | Christophe Laporte | Jumbo   | a 6"   |

| Pos. | Corridore          | Squadra | Tempo    |
| ---- | ------------------ | ------- | -------- |
| 1    | Magnus Sheffield   | Ineos   | 5h12'55" |
| 2    | Mattias Skjelmose  | Trek    | a 3"     |
| 3    | Christophe Laporte | Jumbo   | a 6"     |

### 3ª tappa
- 18 agosto: Otterup > Herning – 239,3 km

Risultati
| Pos. | Corridore          | Squadra | Tempo    |
| ---- | ------------------ | ------- | -------- |
| 1    | Olav Kooij         | Jumbo   | 5h18'45" |
| 2    | Christophe Laporte | Jumbo   | s.t.     |
| 3    | M. Cort Nielsen    | EF      | s.t.     |

| Pos. | Corridore          | Squadra | Tempo     |
| ---- | ------------------ | ------- | --------- |
| 1    | Magnus Sheffield   | Ineos   | 10h31'40" |
| 2    | Christophe Laporte | Jumbo   | s.t.      |
| 3    | Mattias Skjelmose  | Trek    | a 3"      |

### 4ª tappa
- 19 agosto: Skive > Skive – 167,3 km

Risultati
| Pos. | Corridore        | Squadra    | Tempo    |
| ---- | ---------------- | ---------- | -------- |
| 1    | Jasper Philipsen | Alpecin    | 3h35'54" |
| 2    | Sasha Weemaes    | Baloise    | s.t.     |
| 3    | Ethan Vernon     | Quick-Step | s.t.     |

| Pos. | Corridore          | Squadra | Tempo     |
| ---- | ------------------ | ------- | --------- |
| 1    | Magnus Sheffield   | Ineos   | 14h07'34" |
| 2    | Christophe Laporte | Jumbo   | s.t.      |
| 3    | Mattias Skjelmose  | Trek    | a 3"      |

### 5ª tappa
- 20 agosto: Give > Vejle – 125,9 km

Risultati
| Pos. | Corridore          | Squadra | Tempo    |
| ---- | ------------------ | ------- | -------- |
| 1    | Christophe Laporte | Jumbo   | 2h53'56" |
| 2    | Magnus Sheffield   | Ineos   | s.t.     |
| 3    | Mattias Skjelmose  | Trek    | s.t.     |

| Pos. | Corridore          | Squadra | Tempo     |
| ---- | ------------------ | ------- | --------- |
| 1    | Christophe Laporte | Jumbo   | 17h01'20" |
| 2    | Magnus Sheffield   | Ineos   | a 4"      |
| 3    | Mattias Skjelmose  | Trek    | a 9"      |

## Evoluzione delle classifiche
| Tappa              | Vincitore          | Classifica generale Maglia azzurra | Classifica a punti Maglia verde | Classifica scalatori Maglia a pois neri | Classifica giovani Maglia bianca | Premio combattività Maglia Blu | Classifica a squadre |
| ------------------ | ------------------ | ---------------------------------- | ------------------------------- | --------------------------------------- | -------------------------------- | ------------------------------ | -------------------- |
| 1ª                 | Olav Kooij         | Olav Kooij                         | Olav Kooij                      | Rasmus Bøgh Wallin                      | Olav Kooij                       | Nicklas Amdi Pedersen          | Jumbo-Visma          |
| 2ª                 | Magnus Sheffield   | Magnus Sheffield                   | Magnus Sheffield                | Rasmus Bøgh Wallin                      | Magnus Sheffield                 | Nicklas Amdi Pedersen          | Jumbo-Visma          |
| 3ª                 | Olav Kooij         | Magnus Sheffield                   | Olav Kooij                      | Rasmus Bøgh Wallin                      | Magnus Sheffield                 | Oliver Knudsen                 | Jumbo-Visma          |
| 4ª                 | Jasper Philipsen   | Magnus Sheffield                   | Jasper Philipsen                | Rasmus Bøgh Wallin                      | Magnus Sheffield                 | Rasmus Bøgh Wallin             | Jumbo-Visma          |
| 5ª                 | Christophe Laporte | Christophe Laporte                 | Christophe Laporte              | Rasmus Bøgh Wallin                      | Magnus Sheffield                 | Rasmus Bøgh Wallin             | Trek-Segafredo       |
| Classifiche finali | Classifiche finali | Christophe Laporte                 | Christophe Laporte              | Rasmus Bøgh Wallin                      | Magnus Sheffield                 | Rasmus Bøgh Wallin             | Trek-Segafredo       |

Maglie indossate da altri ciclisti in caso di due o più maglie vinte
- Nella 2ª tappa Jasper Philipsen ha indossato la maglia verde al posto di Olav Kooij e Sebastian Nielsen ha indossato quella bianca al posto di Olav Kooij.
- Nella 3ª tappa Magnus Cort Nielsen ha indossato la maglia verde al posto di Magnus Sheffield.
- Nella 3ª e 5ª tappa Mattias Skjelmose ha indossato la maglia bianca al posto di Magnus Sheffield.

## Classifiche finali

### Classifica generale - Maglia azzurra
| Pos. | Corridore            | Squadra    | Tempo     |
| ---- | -------------------- | ---------- | --------- |
| 1    | Christophe Laporte   | Jumbo      | 17h01'20" |
| 2    | Magnus Sheffield     | Ineos      | a 4"      |
| 3    | Mattias Skjelmose    | Trek       | a 9"      |
| 4    | Søren Kragh Andersen | DSM        | a 25"     |
| 5    | Magnus Cort Nielsen  | EF         | a 30"     |
| 6    | Mauro Schmid         | Quick-Step | a 42"     |
| 7    | Mick van Dijke       | Jumbo      | a 44"     |
| 8    | Stefano Oldani       | Alpecin    | a 48"     |
| 9    | Jasper Stuyven       | Trek       | a 52"     |
| 10   | Anthon Charmig       | Uno-X      | a 56"     |

### Classifica a punti - Maglia verde
| Pos. | Corridore           | Squadra | Punti |
| ---- | ------------------- | ------- | ----- |
| 1    | Christophe Laporte  | Jumbo   | 40    |
| 2    | Olav Kooij          | Jumbo   | 36    |
| 3    | Jasper Philipsen    | Alpecin | 34    |
| 4    | Magnus Cort Nielsen | EF      | 31    |
| 5    | Magnus Sheffield    | Ineos   | 30    |

### Classifica scalatori - Maglia a pois neri
| Pos. | Corridore          | Squadra  | Punti |
| ---- | ------------------ | -------- | ----- |
| 1    | Rasmus Bøgh Wallin | R.Suri   | 64    |
| 2    | Anders Foldager    | PostNord | 36    |
| 3    | Nickolas Zukowsky  | Human    | 24    |
| 4    | Mathias Bregnhøj   | Riwal    | 16    |
| 5    | Magnus Henneberg   | PostNord | 16    |

### Classifica giovani - Maglia bianca
| Pos. | Corridore         | Squadra   | Tempo     |
| ---- | ----------------- | --------- | --------- |
| 1    | Magnus Sheffield  | Ineos     | 17h01'24" |
| 2    | Mattias Skjelmose | Trek      | a 5"      |
| 3    | Mick van Dijke    | Jumbo     | a 40"     |
| 4    | Jenno Berckmoes   | Sport Vl. | a 1'14"   |
| 5    | Frederik Wandahl  | PostNord  | a 1'30"   |

### Premio combattività - Maglia blu
| Pos. | Corridore             | Squadra  | Punti |
| ---- | --------------------- | -------- | ----- |
| 1    | Rasmus Bøgh Wallin    | R. Suri  | 20    |
| 2    | Oliver Knudsen        | R. Suri  | 12    |
| 3    | Mathias Bregnhøj      | Riwal    | 12    |
| 4    | Nicklas Amdi Pedersen | PostNord | 12    |
| 5    | Mads Baadgaard Rahbek | BHS      | 8     |

### Classifica a squadre
| Pos. | Squadra                     | Tempo     |
| ---- | --------------------------- | --------- |
| 1    | Trek-Segafredo              | 56h01'10" |
| 2    | Jumbo-Visma                 | a 16"     |
| 3    | Ineos Grenadiers            | a 33"     |
| 4    | Quick-Step Alpha Vinyl Team | a 34"     |
| 5    | Alpecin-Deceuninck          | a 2'14"   |